# Еммануель де Буретель
Еммануель де Буретель (народився Еммануель де Буретель де Шасі, 22 грудня 1958 року в Алжирі, Алжир) — французький музичний виконавець, найбільш відомий як засновник «Because Music» і своєю роботою з Virgin Records.

## Кар'єра
Virgin
Випускник Массачусетського технологічного інституту, де Буретель був призначений у 1986 році генеральним директором Virgin Publishing France Річардом Бренсоном і продовжував підписувати контракти з такими художниками, як Юссу Ндур, Чеб Халед, Мано Негра, Les Négresses Vertes.
Він зіграв важливу роль у появі жанру хіп-хоп у Франції завдяки успіхам IAM, Tonton David та багатьох інших.
У 1991 році він створив Delabel Records (підрозділ Virgin) і підписав контракти з такими виконавцями, як Keziah Jones, IAM, Tonton David, les Rita Mitsouko, Rhoff, Матьє Шедід та багатьма іншими.
З 1992 року де Буретель очолював Virgin Records у Франції, де він створив Delabel, Source, Labels, колекцію творчих незалежних осередків під маркою «labels», яка вважалася однією з найнадійніших незалежних платформ у Європі та альтернатива великим компаніям. Він привернув міжнародну увагу до таких виконавців, як Manu Chao, Air і Daft Punk, коли очолив Virgin Continental Europe у 1998 році.
У той же період Кен Беррі, колишній генеральний директор EMI Music Worldwide, дозволив йому заснувати свою видавничу компанію Delabel Editions.
Еммануель де Буретель підписав контракти з письменниками та композиторами, зокрема Луїз Аттак, Daft Punk, Air, Doc Gyneco, Cheb Mami, Madredeus.
Він також придбав каталоги Sidonie Crescelles (Serge Gainsbourg, Julien Clerc, Jacques Brel...) і Vanessa Paradis (перші два альбоми).
EMI Європа
Він став президентом EMI Continental Europe у Лондоні в 2001 році, очолив групу з 21 дочірньої компанії, в рамках якої він розробив каталог європейських художників, таких як M83, Daft Punk, Tiziano Ferro, Lene Marlin і Röyksopp, і підписав Девід Гетта під керівництвом Virgin France. Він зіграв важливу роль у придбанні EMI незалежного лейблу Mute.
У 2002 році, черпаючи натхнення з премії Mercury, він створив Prix Constantin, який щороку нагороджує молодих художників за те, що вони запечатлювали свій талант у світі.
Because
Не погоджуючись із баченням EMI, він покинув компанію в березні 2004 року, щоб створити Since Group, нову незалежну структуру в Лондоні та Парижі, яка займається всіма аспектами музичної індустрії:
• Because Music : музичне та аудіовізуальне виробництво (Christine and The Queens, Major Lazer,  Camille, Selah Sue, Metronomy, Charlotte Gainsbourg, Justice, Amadou & Mariam, Manu Chao, Prince, Moby...)
• Because Editions : видавництво (Daft Punk, Foals, Stromae, Christine and The Queens, Danza Kuduro, Thomas Dutronc, NTM, Sebastian, Justice, Cassius) субвидавництво (Bob Marley, Concord Music, Notting Hill...). Разом із Ксав’є Нілем він викупив Jeune Musique, каталог Клода Франсуа, включно з піснею «Мій шлях».
• Корида : живе виробництво (Manu Chao, Radiohead, Daft Punk, Eric Clapton, Christine and The Queens, Selah Sue, Catherine Ringer, Rammstein, Justice...) та менеджмент (Manu Chao, Catherine Ringer)
• La Cigale / La Boule Noire : концертні зали (Париж).

## Нагороди та досягнення
Його було посвячено в лицарі як члена французького Ордену мистецтв і літератури.
У 2015 році відбулося відкриття видавництва Since Publishing у США, призначення Еммануеля де Бюретеля до ради директорів Merlin, його призначення президентом SPPF (сусідніх товариств незалежних лейблів у Франції), його призначення кавалером Ордена Почесного легіону. Після того, як Since придбав каталог London Records влітку 2017 року, de Buretel сподівався використовувати британські операції лейблу для підписання контрактів з міськими та танцювальними артистами.